# Bœuf de Chalosse
Bœuf de Chalosse est une Indication Géographique Protégée utilisée pour de la viande bovine, associée à un Label Rouge. L'igp a été obtenue en 1996, le Label Rouge en 1991. Le premier garantit la zone de production, à savoir le sud du département français des Landes et du nord des Pyrénées-Atlantiques. Le deuxième garantit une qualité gustative supérieure.
Le siège de l'Association Bœuf de Chalosse est situé dans la commune landaise de Hagetmau.

## Histoire
« Dès 1933, les amateurs de bonne chère qu'étaient Curnonsky et Croze firent figurer le bœuf de Chalosse dans leur Trésor gastronomique de France »[source insuffisante]

## Méthode de production

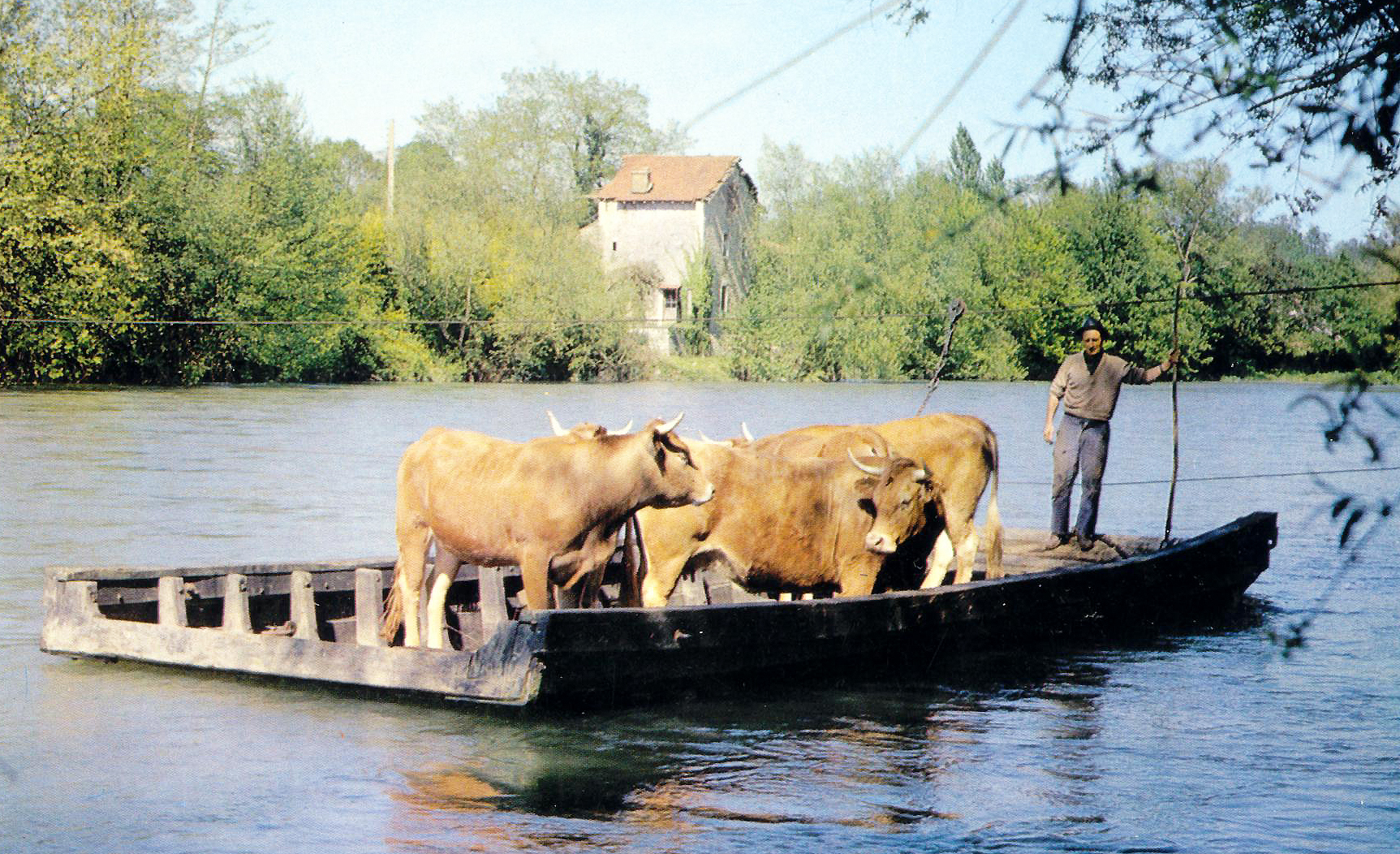
Vaches empruntant le bac de Saint-Cricq-du-Gave

Dans le territoire délimité par l'IGP, l'élevage des bovins de la filière Bœuf de Chalosse se fait, entre autres, grâce à une alimentation 100 % d'origine végétale : fourrages issus de l'exploitation (foins ou ensilages d'herbe, de maïs) et compléments exclusivement végétaux (luzerne, lin). Les bêtes doivent être issues des races à viande : blondes d'Aquitaine, limousine ou bazadaises.
Le strict respect de ce cahier des charges permet en 1991 l'obtention du label rouge pour la marque « Bœuf de Chalosse » et en 1996 d'une protection européenne via Indication Géographique Protégée (IGP), mettant en valeur la notion de terroir.
Les éleveurs, au nombre de 250 environ, produisent chaque année 1500 carcasses dont la viande sera potentiellement certifiable Bœuf de Chalosse. Elles sont abattues à l'âge minimum de 30 mois et maximum de 9 ans, pour un poids moyen de 550. L'âge maximum étant de 9 ans.
Une période d'engraissement particulièrement longue, entre 6 et 12 mois, est la condition sine qua non pour espérer une certification de la viande.

## Gastronomie

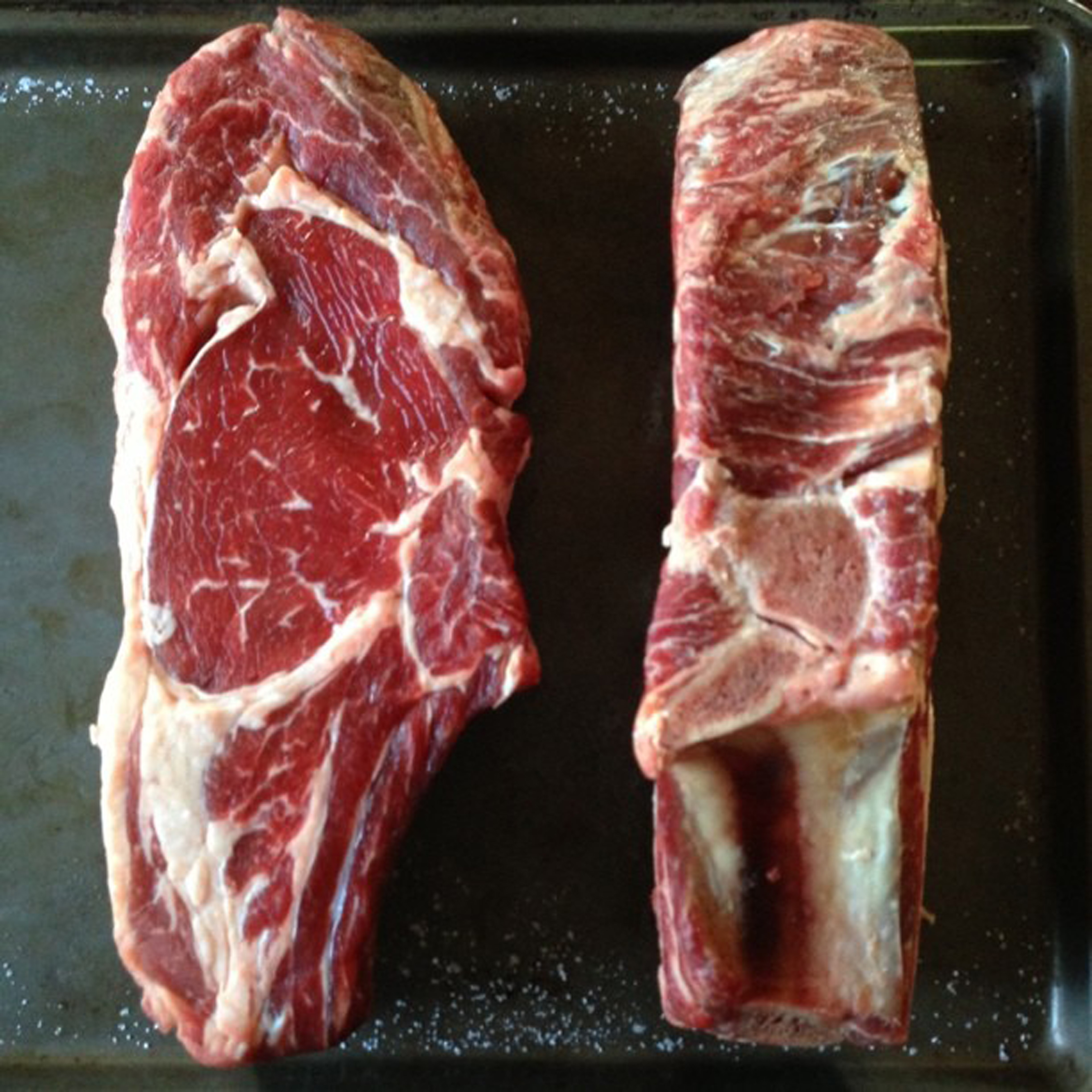
Côte Bœuf de Chalosse (face et côté)

Pour les pièces à griller, les bouchers de Landes, conseillent de « miser sur la simplicité d'une cuisson bien maîtrisée à la poêle ou à la plancha : sortir la viande 30 minutes avant de la préparer, ne jamais la piquer pendant la cuisson et la laisser reposer une dizaine de minutes hors du feu pour optimiser sa tendreté ». Un « Trophée Bœuf de Chalosse » se tient chaque année en juillet, à Montfort-en-Chalosse, avec un concours de veaux, des démonstrations culinaires et des dégustations. Dans un but promotionnel, existe, depuis 1989, à Lourquen, L'Association Bœuf de Chalosse.

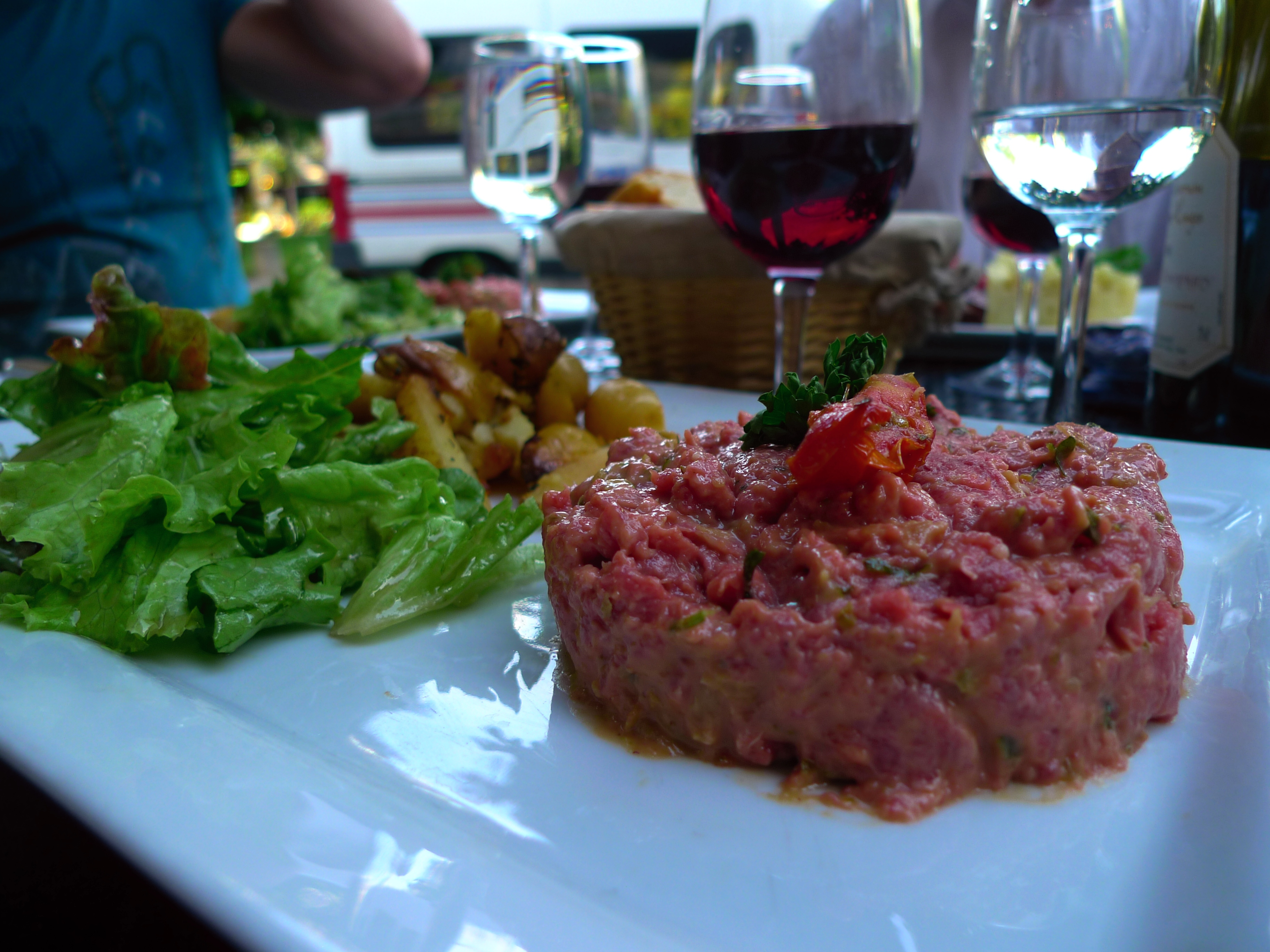
Tartare de viande Bœuf de Chalosse
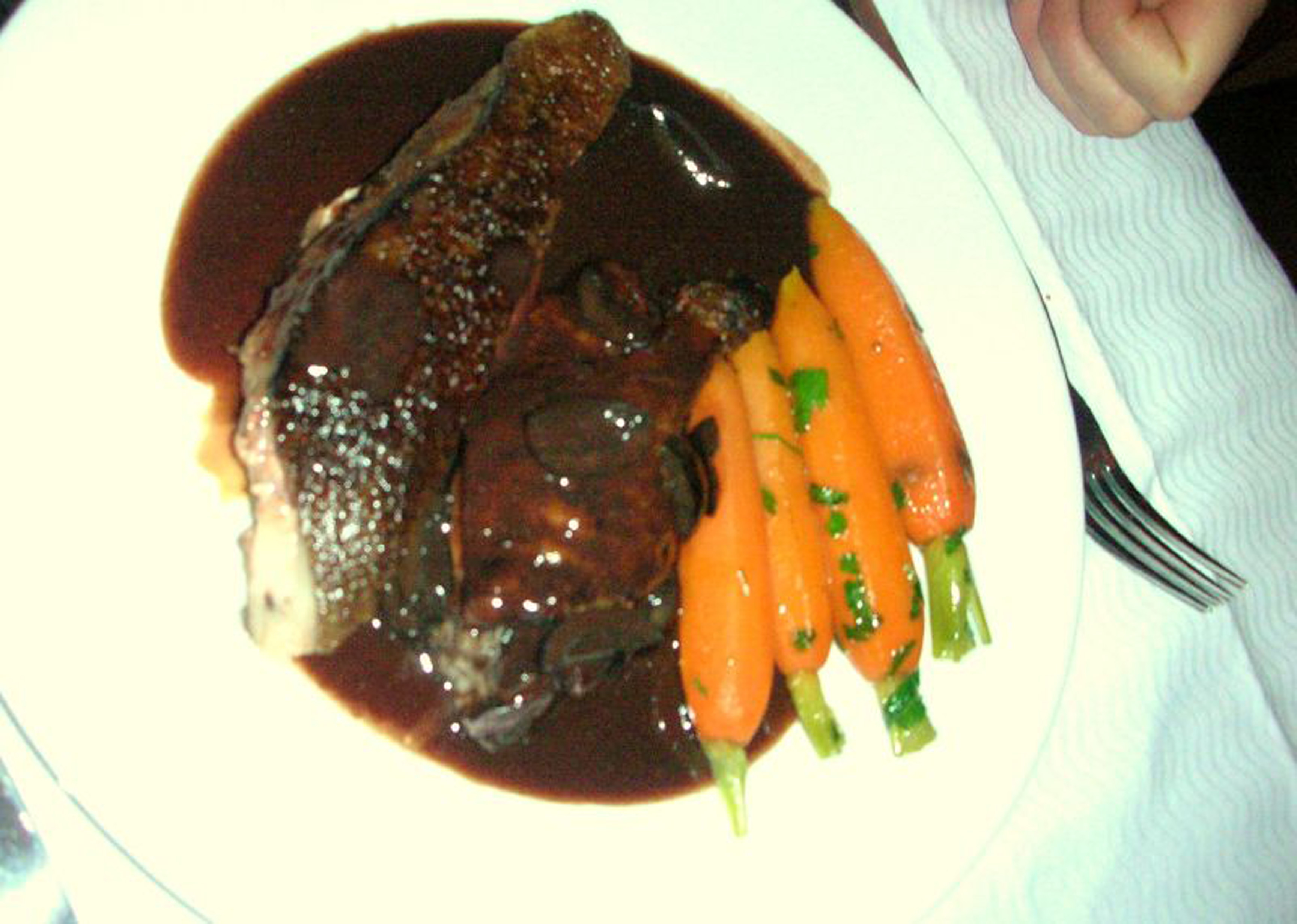
Onglet de viande Bœuf de Chalosse